# 巴西圣保罗圣殿
巴西圣保罗圣殿（São Paulo Brazil Temple）是耶穌基督後期聖徒教會的第17个圣殿，也是南美洲的第1座圣殿，位于巴西圣保罗市。
1975年3月1日，耶穌基督後期聖徒教會宣布建造圣保罗圣殿，一年后开工建造。1978年10月30日，会长Spencer W. Kimball主持了奉献仪式。圣殿面积5,504 m²，尖塔高31米。